# ساباس گوت
ساباس گوت (رومانیایی: Sava Gotul؛ ۳۳۴ – ۳۷۲) قدیس مسیحی و شهید در مسیحیت بود.